# Ildikó Mincza-Nébald
Ildikó Mincza-Nébald (ur. 6 grudnia 1969 w Budapeszcie) – węgierska szpadzistka, brązowa medalistka olimpijska, wielokrotna medalistka mistrzostw świata i Europy.
Na igrzyskach olimpijskich w Barcelonie w 1992 roku zajęła 7. miejsce w zawodach drużynowych i 26. w indywidualnych. Podczas rozgrywanych osiem lat później igrzysk olimpijskich w Sydney była czwarta drużynowo i dziewiąta indywidualnie. Następnie zajęła czwarte miejsce indywidualnie na igrzyskach olimpijskich w Atenach w 2004 roku. Walkę o podium przegrała tam z Francuzką Maureen Nisimą 12:15. W zawodach drużynowych Węgierki zajęły piątą pozycję. Brała też udział w igrzyskach olimpijskich w Pekinie w 2008 roku, zdobywając indywidualnie brązowy medal. Wyprzedziły ją jedynie Niemka Britta Heidemann i Ana Maria Brânză z Rumunii.
Podczas mistrzostw świata w Atenach w 1994 roku wspólnie z Gabriellą Lantos, Aidą Mohamed i Zsuzsanną Jánosi wywalczyła brązowy medal w rywalizacji drużynowej. Podczas rozgrywanych pięć lat później mistrzostwach świata w Seulu Węgierki w składzie: Ildikó Mincza, Gyöngyi Szalay, Tímea Nagy i Hajnalka Tóth zdobyły drużynowo złoty medal. Na tej samej imprezie była też trzecia indywidualnie, plasując się za Francuzką Laurą Flessel-Colovic i Dianą Romagnoli ze Szwajcarii. Następnie reprezentacja Węgier z Minczą w składzie zdobyła drużynowo brązowy medal podczas mistrzostw świata w Nîmes w 2001 roku, złoty na mistrzostwach świata w Lizbonie w 2002 roku oraz kolejny brązowy podczas mistrzostw świata w Hawanie rok później. 
Wielokrotnie zdobywała również medale mistrzostw Europy, w tym złote: indywidualnie na mistrzostwach Europy w Gdańsku (1997) i mistrzostwach Europy w Koblencji (2001) oraz drużynowo podczas mistrzostw Europy w Wiedniu (1991), mistrzostw Europy w Koblencji (2001) i mistrzostw Europy w Moskwie (2002).
W 2008 otrzymała tytuł sportowca roku na Węgrzech.
Jej mąż, György Nébald, oraz szwagier Rudolf Nébald, także uprawiali szermierkę.

## Odznaczenia
- Krzyż Kawalerski Orderu Zasługi Republiki Węgierskiej – 2008[8]